# Polikarpov I-3
O Polikarpov I-3 (em russo:  Поликарпов И-3) foi um caça soviético projetado durante a década de 1920. Ele entrou em serviço em 1929, mas foi aposentado em 1935, com o advento de caças com melhor desempenho, como o Polikarpov I-15 e Polikarpov I-16.

## Projeto e Desenvolvimento
O desenvolvimento da I-3 começou em meados de 1926, depois de investigações sobre a perda do Polikarpov DI-1 foram concluídas. Apesar de o novo biplano partilhava muitas das características do desenho anterior, incluindo a disposição sesquiplane escalonada das asas, que foi um novo cartão. Ele foi projetado pelo OSS (em russo:  Otdel Sookhoputnykh Samolyotov - Departamento Monomotor), sob a supervisão de Nikolai Nikolaevich Polikarpov, designer-chefe do departamento. Houve muito debate dentro da OSS sobre o motor adequado para o novo caça, mas rejeitou-se o motor radial Polikarpov Wright Tornado e foram favoráveis ao motor da BMW VI refrigeração líquida do motor V12. O protótipo foi concluída em abril de 1927, mas a aprovação formal do projeto não veio até 3 de junho de 1927. Ensaios estáticos de um modelo em tamanho real começaram em outubro, ao mesmo tempo em que as negociações para uma licença para o motor BMW foram fechadas.
O I-3 teve uma secção oval semi-monocoque fuselagem coberta com 'shpon', moldado contra placado de bétula, com um pequeno apoio para a cabeça copiado na fuselagem, embora o motor fosse fechado por uma capota metálica. Os dois spar asas estavam cobertas de madeira e tecido e tinha um Clark Y perfil. Fios de reforço interno foram montados para reforçar as asas. As superfícies de controle foram enquadrados em duralumínio , mas coberto de tecido. Foi equipado com diferencial do tipo Frise ailerons. Os duralumínio struts-tipo N que separavam as asas, e anexado a asa superior à fuselagem, tinha um perfil lágrima. Eles foram reforçados com fios de aço órtese. O trem de pouso convencional foi fixada com amortecedores de borracha eo tailskid foi feito de duralumínio. A engrenagem principal pode ser substituída por esquis, como os que são montados ao Polikarpov R-1. Radiador semi-retrátil do motor estendido abaixo da fuselagem atrás das traseiras principais suportes de engrenagem. Dois tanques de combustível foram montados, o principal na fuselagem, mas um pequeno de 2,5 litros tanque, usado principalmente para ligar o motor, foi na seção central da asa superior, junto com o tanque de refrigeração do motor. Um total de 210 kg de combustível foi realizado. Inicialmente, o I-3 foi equipado com duas fixas 7,62 milímetros (0,300 in) sincronizadas Vickers metralhadoras, mas estas foram mais tarde substituídos por PV-1 metralhadoras. A OP-1 mira óptica central foi fornecido com um deslocamento para estibordo KP-5 vista anel. Algumas aeronaves teve racks de bombas para transportar duas 11,5 kg (25 libras) de bombas.
O primeiro protótipo foi concluído no início de 1928 e fez seu primeiro voo em 21 de fevereiro. Ensaios de seu fabricante foram concluídas até 10 de Março e os testes de aceitação do Estado de 14 de abril. Os pilotos da NII VVS (Força Aérea De Teste) criticou a falta de estabilidade direcional em altas velocidades e um pequeno problema na resposta de controle entre as manobras. A área da cauda vertical foi aumentado e os elevadores foram dadas saldos chifre para aliviar o primeiro problema, enquanto ailerons dividir dirigiu-se ao segundo problema. Desde que a produção tenha começado antes da aeronave foi realmente aprovado para o uso do serviço, os primeiros quarenta aeronaves foram concluídas com o leme horizontal menor. Um segundo protótipo foi concluído em agosto de 1928 e testada uma hélice diferente otimizado para alta velocidade que aumentou a velocidade superior a 283 km/h, embora tenha aumentado a corrida de descolagem. A primeira aeronave completa 39, mais os dois protótipos, motores usados importados, mas o restante usou a licença-construída Mikulin M-17.
Cerca de 400 foram construídos, com Gordon e Dexter citando fontes que estado 389 ou 399. Eles também fornecem uma tabela de produção anual que lista 35 construído em 1928, 47 em 1929, 250 em 1930 e 55 em 1931, que somam 389, quando os dois protótipos estão incluídos.